# Friedrich-Wilhelm Dernen

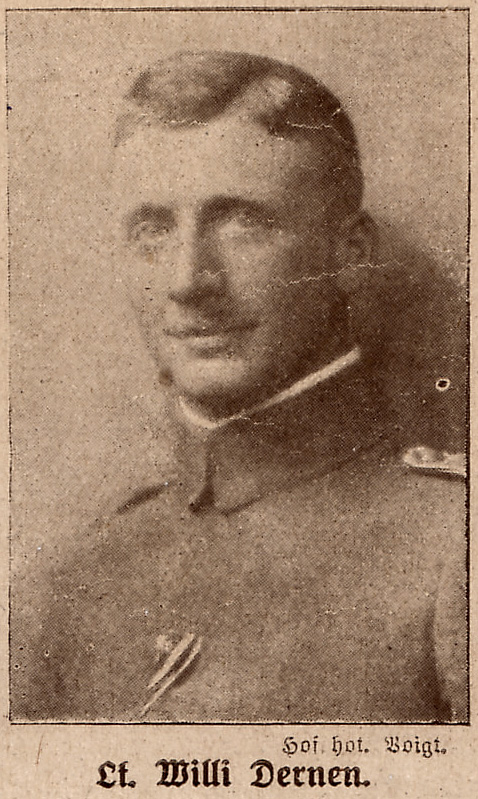
Friedrich-Wilhelm Dernen

Friedrich-Wilhelm Dernen (* 15. Februar 1884 in Köln; † 15. Februar 1967 in Bad Homburg vor der Höhe) war ein deutscher Generalmajor der Reserve im Zweiten Weltkrieg.

## Leben
Dernen trat am 1. Oktober 1907 als Einjährig-Freiwilliger in das Grenadier-Regiment „Kaiser Wilhelm I.“ (2. Badisches) Nr. 110 in Mannheim ein, aus dem er dann am 30. September 1908 zur Reserve entlassen wurde.
Mit Ausbruch des Ersten Weltkriegs wurde Dernen in seinem Stammregiment reaktiviert und als Zugführer verwendet. Als solcher kämpfte er zunächst bei Mülhausen, dann in der Schlacht bei Lothringen und später in Nordfrankreich bei Bauvin, Vermelles und Loos. Nachdem er Kompanieführer geworden war, beteiligte er sich an der Lorettoschlacht, dann an der Herbstschlacht in der Champagne sowie der Schlacht an der Somme. Im September 1917 stürmte er bei Verdun die Vaux-Kreuz-Höhe und Ende des Jahres kämpfte er in der Schlacht von Cambrai. Während der Großen Schlacht in Frankreich führte er seine Kompanie weiterhin erfolgreich. Er trat dann in der Aisne- und Marneschlacht an und konnte sich an Chemin des Dames weiterhin bewähren.
Nach Kriegsende und Rückmarsch in die Heimat sowie der dortigen Demobilisierung wurde Dernen am 6. Dezember 1918 mit dem Charakter als Oberleutnant der Reserve aus dem Militärdienst entlassen.
Er betätigte sich in den Folgejahren als kaufmännischer Angestellter bei der BASF in Ludwigshafen.
Vom 19. August bis 15. September 1935 absolvierte Dernen eine Reserveübung als Kompanieführer sowie beim Bataillonsstab des Infanterie-Regiments 26 in Flensburg.
Dort trat er am 1. Januar 1936 seinen Dienst als Hauptmann der Reserve an und wurde kurz darauf am 1. August 1936 zum Major der Reserve befördert. Am 27. August, dem Jahrestag der Schlacht von Tannenberg von 1914, erhielt Dernen den Charakter als Oberstleutnant und wurde nach dem Beginn des Zweiten Weltkriegs am 2. September 1939 zum Stab des Infanterie-Ersatz-Regiments 15 einberufen.
Kurze Zeit darauf erfolgte am 5. Oktober 1939 seine Ernennung zum Kommandeur des III. Bataillons des Infanterie-Regiments 88, das zu dieser Zeit zur Grenzsicherung an der französischen Grenze lag. Krankheitsbedingt wurde Dehnen am 29. Januar 1940 ins Lazarett eingeliefert, im Anschluss zum Infanterie-Ersatz-Bataillon 88 versetzt, sowie am 11. April 1940 zu dessen Kommandeur ernannt. Zwei Monate später folgte die Ernennung zum Kommandeur des I. Bataillons des Infanterie-Regiments 550. Vom 1. August bis 14. Oktober 1940 fungierte er als Ausbildungsleiter der 159. Infanterie-Division und wurde anschließend Kommandeur des III. Bataillons des Infanterie-Regiments 36. Dieses Kommando gab Dernen am 17. Januar 1942 wieder ab, wurde krankheitsbedingt ins Lazarett eingeliefert und im Anschluss in die Führerreserve des Wehrkreis-Kommandos IX versetzt. Nach seiner Wiederherstellung wurde er am 11. Mai 1942 Kommandeur des Infanterie-Ersatz-Bataillons 9 sowie am 27. September 1942 Kommandeur des Grenadier-Ersatz-Regiments 9. Dort erfolgte am 1. Dezember 1942 seine Beförderung zum Oberst der Reserve. Mit Wirkung zum 16. Mai 1943 versetzte man ihn zum Stab der 90. Panzergrenadier-Division und in der Folgezeit war Dernen Kommandeur der Festungs-Brigade Sardinien. Ab 16. August 1943 befand er sich in der Führerreserve des OKH und wurde zugleich zum Militärbefehlshaber Belgien-Nordfrankreich zur Einarbeitung als Feldkommandant kommandiert. Dort wurde er am 7. Dezember mit der Vertretung des Feldkommandanten Mont-de-Marsan beauftragt. Am 8. Februar 1944 wurde Dernen zur Einweisung als Feldkommandant zum Befehlshaber der Armeegruppe G in Südfrankreich kommandiert und kurz darauf zum Feldkommandeur 563 ernannt. In dieser Funktion war er auch gleichzeitig Kampfkommandant von Montpellier. Man beauftragte Dernen am 19. Oktober 1944 mit der Führung der 159. Infanterie-Division und ernannte ihn am 1. Dezember 1944 unter gleichzeitiger Beförderung zum Generalmajor der Reserve zu deren Kommandeur. Bereits am 11. Dezember 1944 übergab er das Kommando an Generalmajor Heinrich Bürcky und er wurde krankheitsbedingt abgelöst und der Führerreserve zugeführt. Dernen wurde am 17. Januar 1945 zum Kommandeur der Festung Olmütz ernannt. Krankheitsbedingt trat er das Kommando nicht an und wurde am 25. Januar 1945 ins Lazarett eingeliefert.
Nach Kriegsende geriet Dernen im September 1945 in US-amerikanische Kriegsgefangenschaft, aus der er im Februar 1948 entlassen wurde.

## Auszeichnungen
- Eisernes Kreuz II. und I. Klasse
- Verwundetenabzeichen (1918) in Schwarz
- Ritterkreuz I. Klasse des Ordens vom Zähringer Löwen mit Schwertern
- Ritterkreuz des Militär-Karl-Friedrich-Verdienstordens
- Ritterkreuz des Königlichen Hausordens von Hohenzollern mit Schwertern
- Pour le Mérite am 29. August 1918
- Spange zum Eisernen Kreuz II. und I. Klasse
- Deutsches Kreuz in Gold am 10. Januar 1942